# Escudo humano

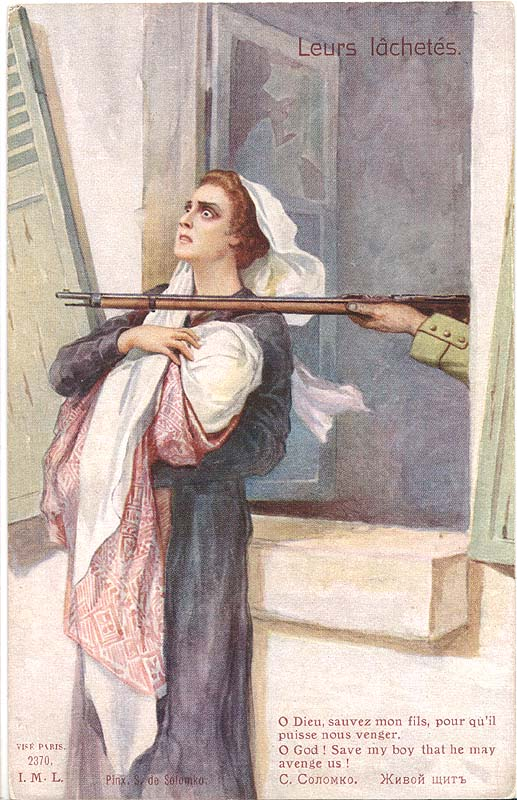
Cartão postal de guerra do escudo humano por Sergey Solomko

Um escudo humano é um não-combatente (ou um grupo de não-combatentes) que se voluntaria ou é forçado a proteger um alvo militar legítimo para impedir o inimigo de atacá-lo. Os séculos XX e XXI tiveram inúmeras operações que utilizaram escudos humanos involuntários. O uso de escudos humanos voluntários também foi útil, particularmente com Mahatma Gandhi usando o conceito como uma ferramenta de resistência. Recentemente, o uso de civis como escudos humanos foi uma tática usada por atores não-estatais, como o Estado Islâmico.

## Antecedentes jurídicos
Forçar não-combatentes a servir como escudos humanos é um crime de guerra de acordo com as Convenções de Genebra de 1949, o Protocolo Adicional I de 1977 às Convenções de Genebra e o Estatuto de Roma de 1998.
De acordo com o professor de direito Eliav Lieblich, "grupos armados podem ser responsáveis por danos que causam a civis sob seu controle. Mas argumentar que isso absolve a outra parte da responsabilidade é errar tanto a lei quanto a moral."
O professor de direito Adil Ahmad Haque afirma que os escudos involuntários “mantêm sua proteção legal e moral contra danos intencionais, desnecessários e desproporcionais”. Ele argumenta contra a posição do Departamento de Defesa dos Estados Unidos (assim como o Reino Unido e alguns estudiosos) de que os atacantes podem descontar ou desconsiderar os danos colaterais na determinação da proporcionalidade e afirma que esses pontos de vista são "legalmente infundados e moralmente infundados".
Os autores Neve Gordon e Nicola Perugini, elaborando seu livro, Human Shields: A History of People in the Line of Fire, discutem "escudos próximos", humanos como escudos meramente devido à proximidade com os beligerantes e afirmam que esse tipo se tornou "de longe o tipo de escudo mais proeminente no discurso contemporâneo". Eles dizem que a acusação de blindagem próxima tem sido usada pelos Estados para encobrir crimes de guerra contra populações civis e que as organizações de direitos humanos frequentemente não questionam essa acusação que eles alegam estar sendo usada indevidamente para justificar mortes de civis.

## Escudos humanos voluntários

### Ativistas anti-guerra
Nos últimos anos, civis se ofereceram para servir como “escudos humanos” para evitar conflitos militares. Em janeiro de 2003, ativistas antiguerra organizaram a Ação do Escudo Humano para o Iraque antes da invasão de março de 2003. Em última análise, a Ação do Escudo Humano trouxe duzentas pessoas para o Iraque. Muitos deles foram embora porque ficaram sem dinheiro e a probabilidade de guerra se tornou maior. Vários desses escudos humanos tiveram que ser resgatados por fuzileiros navais dos EUA depois que os iraquianos os ameaçaram por se oporem à invasão de seu país.

### Ativistas pró-palestinos
Os Rabinos pelos Direitos Humanos concordaram em atuar como “escudos humanos” durante a colheita anual de azeitonas para proteger as aldeias palestinas dos colonos. Rachel Corrie e Tom Hurndall, voluntários do Movimento Internacional de Solidariedade Ocidental (MIS) nos territórios palestinos, que morreram em 2003 e 2004, respectivamente, foram descritos como “escudos humanos” em campanha contra a demolição de casas. O MIS, no entanto, se ofende fortemente com o uso do termo escudo humano para descrever seu trabalho, preferindo que seja usado apenas para se referir a quando combatentes armados usam civis como escudos. Nem mesmo a Anistia Internacional define ações de ativistas voluntários ou ações de ativistas por propriedades não militares como “escudos humanos”, e considera apenas a orientação de "civis específicos para permanecerem em suas casas como "escudos humanos" para combatentes, munições ou equipamentos militares" como "escudos humanos”. De acordo com as três definições no cabeçalho deste artigo, os 'voluntários para proteger os palestinos' não os tornam “escudos humanos fora do campo de batalha”, mas manifestantes ou manifestantes pró-palestinos comuns.